# Sabu (réalisateur)
Sabu (サブ) est le pseudonyme de Hiroyuki Tanaka (田中博行, Tanaka Hiroyuki), acteur et réalisateur japonais, né le 18 novembre 1964 dans la préfecture de Wakayama.

## Filmographie

### Réalisateur
- 1996 : Dangan Runner (弾丸ランナー, 弾丸ランナー?)
- 1997 : Postman Blues (ja) (ポストマン・ブルース?)
- 1998 : Unlucky Monkey (アンラッキー・モンキー?)
- 1999 : Monday
- 2002 : DRIVE (ja)
- 2002 : Blessing Bell (幸福の鐘, kōfuku no kane?)
- 2003 : Hard Luck Hero (ja) (ハードラックヒーロー?)
- 2005 : Hold Up Down (ja) (ホールドアップダウン?)
- 2005 : Shissō (ja) (疾走?)
- 2009 : Kanikōsen (蟹工船?)
- 2013 : Miss Zombie
- 2015 : Le Voyage de Chasuke (天の茶助, Ten no Chasuke?)
- 2017 : Mr. Long (ミスター・ロン?)
- 2018 : Jam

### Acteur
- 1986 : Sorobanzuku (そろばんずく?) de Yoshimitsu Morita
- 1991 : World Apartment Horror (en) (ワールド・アパートメント・ホラー, Wārudo apātomento horā?) de Katsuhiro Ōtomo
- 1994 : 800 Two Lap Runners de Ryūichi Hiroki
- 1994 : Zeiram 2 (ゼイラム２?) de Keita Amemiya
- 1995 : Katte ni shiyagare!! Narikin keikaku (勝手にしやがれ！！ 英雄計画?) de Kiyoshi Kurosawa
- 1995 : Les Affranchis de Shinjuku (新宿黒社会 チャイナ マフィア戦争, Shinjuku kuroshakai : China mafia sensō?) de Takashi Miike
- 1996 : Dangan Runner (弾丸ランナー, 弾丸ランナー?)
- 1996 : Le Spectre de l'actrice (女優霊, Joyū-rei?) de Hideo Nakata
- 1997 : Postman Blues (ja) (ポストマン・ブルース?)
- 1998 : Unlucky Monkey (アンラッキー・モンキー?)
- 2001 : Ichi the Killer (殺し屋1, Koroshiya 1?) de Takashi Miike
- 2003 : Josee, the Tiger and the Fish (ジョゼと虎と魚たち, Joze to tora to sakana-tachi?) de Isshin Inudō
- 2007 : Sakuran (さくらん?) de Mika Ninagawa
- 2016 : Silence de Martin Scorsese : un samouraï